# Alfred Plé
Alfred Plé (París, 9 de gener de 1888 - Limeil-Brévannes, Val-de-Marne, 4 de març de 1980) va ser un remer francès que va competir a començaments del segle xx.
El 1920 va prendre part en els Jocs Olímpics d'Anvers, on guanyà la medalla de bronze en la competició del doble scull del programa de rem, formant equip amb Gaston Giran.
El 1920 guanyà el Campionat d'Europa de rem de doble scull.